# Heteropoda lentula
Heteropoda lentula är en spindelart som beskrevs av Pocock 1901. Heteropoda lentula ingår i släktet Heteropoda och familjen jättekrabbspindlar. Inga underarter finns listade i Catalogue of Life.